# Hinta, palinta
A Hinta, palinta egy hintáztató gyermekdalocska.
Feldolgozás:
| Szerző         | Mire              | Mű                             |
| -------------- | ----------------- | ------------------------------ |
| Petrovics Emil | fuvola és zongora | Magyar gyermekdalok, 13. darab |

## Kotta és dallam
Hinta, palinta, régi dunna, kis katona, ugorj a Tiszába.